# Spaghetti alle vongole
Els spaghetti alle vongole (literalment spaghetti amb cloïsses), tot i que també poden ser vermicelli o linguini, es tracta d'un dels plats més tradicionals de la cuina napolitana.